# Dorylus brevis
Dorylus brevis är en myrart som beskrevs av Santschi 1919. Dorylus brevis ingår i släktet Dorylus och familjen myror. Inga underarter finns listade i Catalogue of Life.